# Route 136 (Québec)
Ne doit pas être confondu avec Route 136 (Montréal).
Pour les articles homonymes, voir Route 136 et Dalhousie.
La route 136 (R-136) est une route nationale québécoise située sur la rive nord du fleuve Saint-Laurent. Elle dessert exclusivement la ville de Québec, dans la région administrative de la Capitale-Nationale.

## Tracé

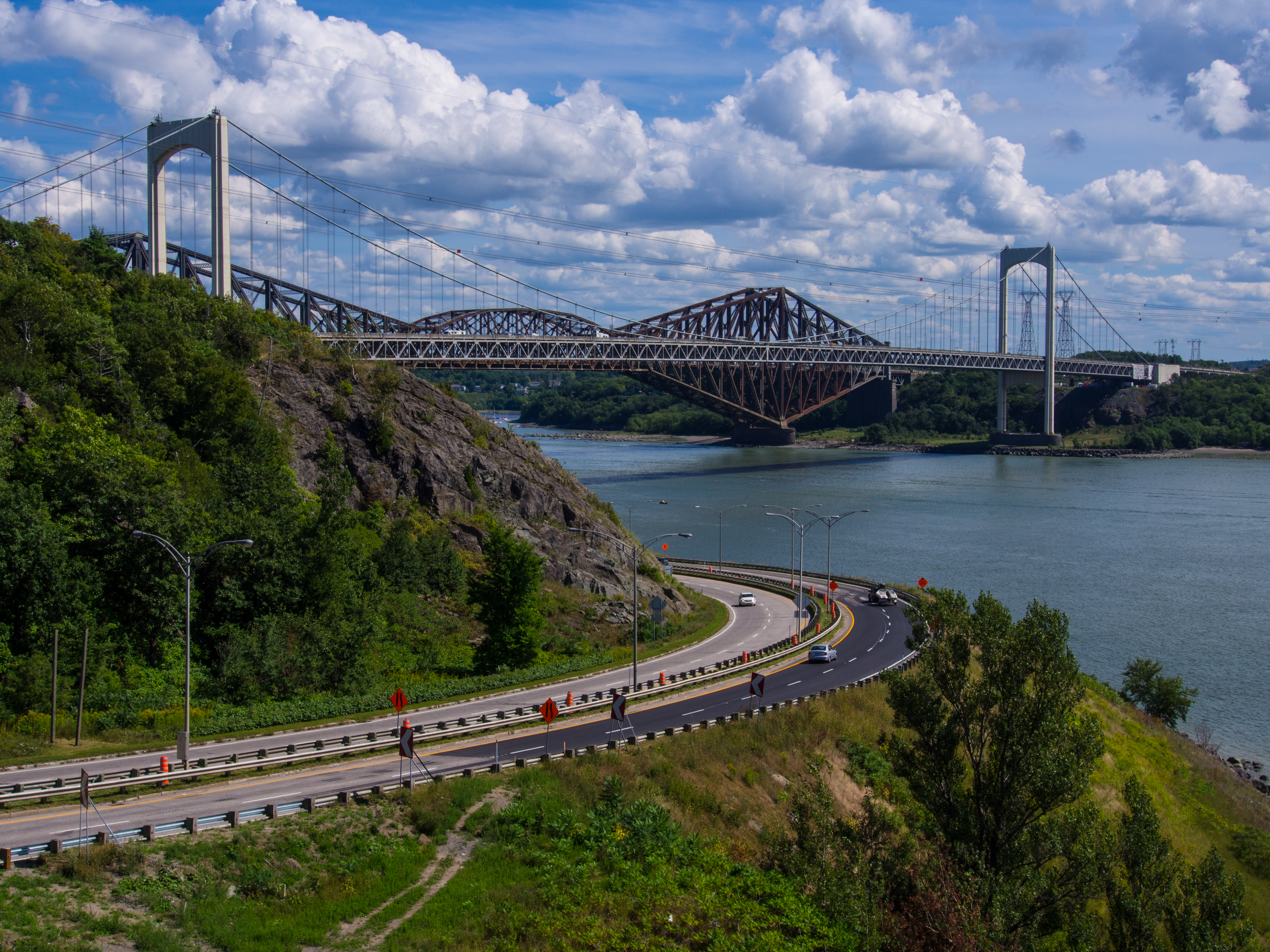
Extrémité ouest du boulevard

Elle débute à l'angle de l'Avenue des Hôtels, aux pieds des pont Pierre-Laporte et de Québec, pour longer le fleuve vers l'est sous le nom de Boulevard Champlain. En atteignant le quartier Petit Champlain, elle devient la « Rue Dalhousie » orientée vers le nord. Puis, dans le vieux port de Québec, elle change de nom pour « Quai Saint-André » suivi par la  « Rue Saint-Paul » vers l'ouest. Son extrémité est se trouve à la gare fluviale de Québec (la « Traverse de Lévis », mais elle se termine près de la « Gare multimodale du Palais » (ferroviaire, autocar).
Cette route est publiquement numérotée uniquement depuis 2012.

## Localités traversées
Liste des municipalités dont le territoire est traversé par la route 136, regroupées par municipalité régionale de comté.

### Capitale-Nationale
Hors MRC
- Québec
  - Arrondissement Sainte-Foy–Sillery–Cap-Rouge
  - Arrondissement La Cité—Limoilou

## Intersections majeures
| Municipalité      | Arrondissement               | km    | Destinations                                                     | Notes                                                                           |
| ----------------- | ---------------------------- | ----- | ---------------------------------------------------------------- | ------------------------------------------------------------------------------- |
| Québec            | Sainte-Foy–Sillery–Cap-Rouge | 0,00  | Avenue des Hôtels vers R-175 – Pont de Québec, Boulevard Laurier |                                                                                 |
| Québec            | Sainte-Foy–Sillery–Cap-Rouge | 0,60  | A-73 nord vers A-40 – Autoroute Henri-IV                         | Sortie 132 de l'A-73                                                            |
| Québec            | Sainte-Foy–Sillery–Cap-Rouge | 0,60  | A-73 sud vers A-20 – Pont Pierre-Laporte                         | Sortie 132 de l'A-73                                                            |
| Québec            | La Cité—Limoilou             | 11,60 | A-440 est – Sainte-Anne-de-Beaupré                               | Pas d'accès vers A-440 ouest                                                    |
| Québec            | La Cité—Limoilou             | 11,60 | Boulevard de la Canardière                                       | Terminus est de la R-136; la route se poursuit comme Boulevard de la Canardière |
| - Accès incomplet |                              |       |                                                                  |                                                                                 |